# Prionailurus
Prionailurus je rod sastavljen od pet vrsta pjegavih malih mačaka rasprostranjenih u Aziji, koje većinom nastanjuju šumovita područja. Najčešće mogu vrlo dobro plivati; neke vrste su ustvari poluvodene, te se uglavnom hrane ribom i drugim vodenim životinjama.
Otprilike su velike kao domaća mačka, ponekad čak i manje. Krzno im je smeđe ili sive boje, prošarano pjegama. Uši su im male, a udovi relativno kratki. Prema nekim genetskim analizama najbliži rođaci su im serval i karakal.

## Sistematika
Rodu Prionailurus pripadaju sljedeće vrste:
- Leopard mačka (Prionailurus bengalensis)
- Iriomote mačka (Prionailurus iriomotensis) - često se smatra podvrstom leopard mačke.
- Pjegava mačka (Prionailurus rubiginosus)
- Mačka ribič (Prionailurus viverrinus)
- Ravnoglava mačka (Prionailurus planiceps)

## Vanjske poveznice
Ostali projekti
|  | Zajednički poslužitelj ima još gradiva o temi Prionailurus |
|  | Wikivrste imaju podatke o taksonu Prionailurus             |